# Aptilotus paradoxus
Aptilotus paradoxus är en tvåvingeart som beskrevs av Josef Mik 1898. Aptilotus paradoxus ingår i släktet Aptilotus och familjen hoppflugor. Inga underarter finns listade i Catalogue of Life.